# Xavéria
A Xavéria a Xavér férfinév női párja.

## Gyakorisága
Az 1990-es években szórványos név, a 2000-es években nem szerepel a 100 leggyakoribb női név között.

## Névnapok
- december 3.[2]
- december 22.[2]